# Чесноков, Павел Григорьевич
Па́вел Григо́рьевич Чесноко́в (12 [24] октября 1877, Звенигородский уезд Московской губернии — 14 марта 1944, Москва) — русский композитор, хоровой дирижёр, автор широко исполняемых духовных композиций.

## Биография
Родился близ города Воскресенска (ныне Истра) в семье регента церкви при Ивановской ткацкой фабрике. Отец — Григорий Петрович Чесноков, по рождению — крестьянин села Талеж Серпуховского уезда, мать — Марфа Федоровна. С пяти лет начал петь в хоре отца. Все дети в семье проявляли музыкальную одарённость, и пятеро братьев Чесноковых в разное время учились в Московском Синодальном училище церковного пения (дипломированными регентами стали трое — Михаил, Александр и, собственно, Павел).
В 1895 году Чесноков с отличием окончил Синодальное училище. Впоследствии брал уроки композиции у С. И. Танеева, Г. Э. Конюса и М. М. Ипполитова-Иванова. По окончании Синодального училища работал в разных московских училищах и школах: в 1895—1904 годах преподавал в Синодальном училище, а в 1901—1904 годах был помощником регента Синодального хора. В 1916–1917 годах дирижировал капеллой Русского хорового общества (на Кузнецком Мосту в доме Торлецкого-Захарьина).
В 1917 году Чесноков получил диплом Московской консерватории по классам композиции и дирижирования.
С 1900-х годов Чесноков получил большую известность как регент и автор духовной музыки. Долгое время руководил хором церкви Троицы на Грязях (на Покровке), с 1917 по 1928 год — хором церкви Василия Кесарийского на Тверской; работал также с другими хорами, давал духовные концерты. Его произведения входили в репертуар Синодального хора и других крупных хоров.
После революции Павел Григорьевич руководил «Вторым государственным хором» (1917–1922), «Московской академической капеллой» (1922–1928), капеллой Московской филармонии (1932–1933), был хормейстером Большого театра. С 1920 года до конца жизни преподавал дирижирование и хороведение в Московской консерватории. После 1928 года был вынужден оставить регентство и сочинение духовной музыки. В 1940 году опубликовал монументальный труд по хороведению «Хор и управление им».

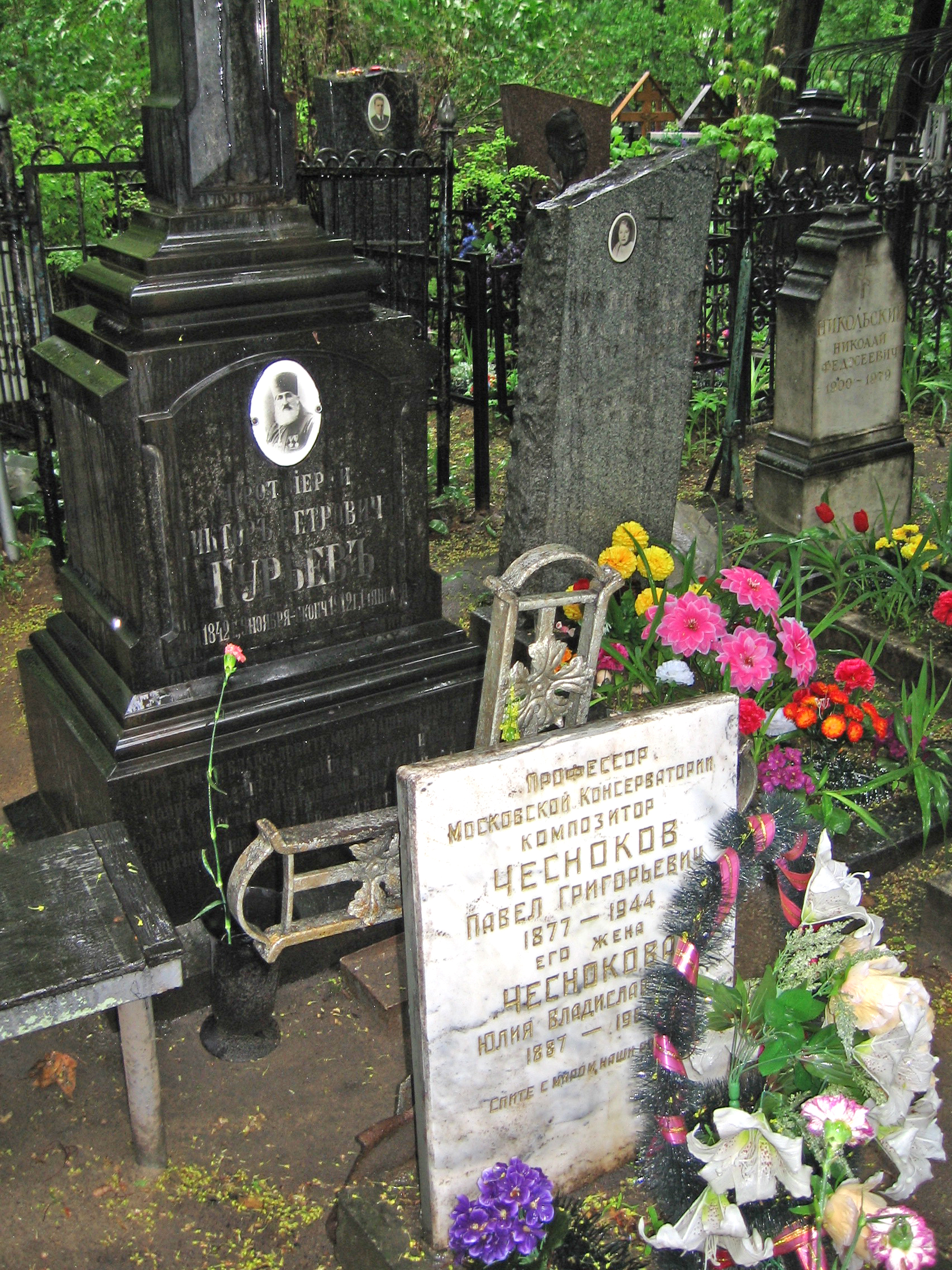
Захоронение П. Г. Чеснокова на Ваганьковском кладбище

Скончался Чесноков в Москве 14 марта 1944 года от инфаркта миокарда. По распространённой версии он упал, стоя в очереди за хлебом, а причиной инфаркта стало общее истощение организма. Похоронен на Ваганьковском кладбище (20 уч.). С начала 2000-х годов делались попытки [кем?] получить официальное разрешение на установку памятника на могиле композитора, но ни одна из них не увенчалась успехом.

## Музыкальные произведения
Всего композитором создано около пятисот хоровых пьес: духовных сочинений и переложений традиционных распевов (среди них по несколько полных циклов литургии и всенощного бдения, панихида, циклы «Ко Пресвятей Владычице», «Во дни брани», «Ко Господу Богу»), обработок народных песен, хоров на стихи русских поэтов. Чесноков — один из наиболее видных представителей так называемого «нового направления» в русской духовной музыке; для него типичны, с одной стороны, великолепное владение хоровым письмом, отличное знание разных видов традиционного пения (что особенно проявляется в его переложениях распевов), а с другой — тяготение к большой эмоциональной открытости в выражении религиозного чувства, вплоть до прямого сближения с песенной или романсовой лирикой (особенно типично для пользующихся и ныне большой популярностью духовных сочинений для голоса соло с хором). Его хоры отличаются широтой диапазона, использованием низких басов (октавистов), применением комплементарного ритма и доступны, как правило, высококвалифицированным коллективам.
Основным направлением творчества Чеснокова была духовная музыка, он написал свыше 400 духовных хоров (почти все — до 1917 года) разных жанров («Литургия», «Всенощная», концерты с соло сопрано, альта, тенора, баса, баса-октавы; переложения древнерусских распевов, переложения для мужского хора и др.). Эти сочинения были очень популярны (хотя автор не избежал упреков в «романсовости»). Многие духовные сочинения Чеснокова стали исполняться лишь в постсоветское время.
Содержанием светских произведений Чеснокова обычно является созерцательное восприятие природы, именно таковы «Теплится зорька», «Август», «Ночь», «Зимой», «Альпы». Даже в «Дубинушке» музыка Чеснокова смягчает социально заостренный текст Л. Н. Трефолева. Композитор сделал ряд сложных концертных обработок русских народных песен («Эй, ухнем», «Во поле березонька стояла», «Ах ты, береза»), нередко вводя в них солистов («Ах вы, сени», «Канава», «Ходила младешенька», «Лучинушка и дубинушка»). Некоторые его авторские хоры написаны в народном духе, таковы «Лес» на слова А. В. Кольцова, «За рекою за быстрой» и «Не цветочек в поле вянет» на слова А. Н. Островского; в «Дубинушке» используется в виде фона подлинная народная песня.
В общей сложности Чесноков написал свыше 60 светских смешанных хоров a cappella, а также (в связи с педагогической работой в женских пансионах) — более 20 женских хоров с развернутым сопровождением фортепиано («Зеленый шум», «Листья», «Несжатая полоса», «Крестьянская пирушка»). Несколько мужских хоров Чеснокова — переложение тех же произведений для смешанного состава.
В 2018 году стараниями Бориса Тараканова была найдена и вскоре подготовлена для исполнения единственная опера Павла Чеснокова — «Потоп» («Небо и Земля») на текст Дж. Г. Байрона (премьерой 21 июня 2019 года дирижировал Владимир Понькин, хормейстер — Борис Тараканов).

## Список сочинений

### Музыкальные произведения с номером опуса
- Ор. 1. Семь романсов для голоса и фортепиано
- Ор. 2. Три хора для женских или детских голосов и фортепиано (1907)
- Ор. 3. Четыре песнопения литургии и всенощного бдения
- Ор. 4. Четыре хора для женских или детских голосов и фортепиано
- Ор. 6. Песнопения Триоди постной
- Ор. 7. Три песнопения литургии и два концерта
- Ор. 8. Пять песнопений литургии ноты
- Ор. 9. Сочинения и переложения для женского хора (1906—1907)
- Ор. 10. Пять песнопений литургии
- Ор. 11. Пять песнопений всенощного бдения
- Ор. 12. Панихида № 1 (1907)
- Op. 13. 3 хора для смешанных голосов
- Ор. 14. Шесть хоров для женских или детских голосов и фортепиано
- Ор. 15. Песнопения литургии (1908)
- Ор. 16. Песнопения литургии (1908)
- Ор. 17. Песнопения всенощного бдения
- Ор. 18. Богородичны-догматики 8-ми гласов
- Ор. 19. Бог Господь. Воскресные тропари 8-ми гласов
- Ор. 20. Прокимны, Всякое дыхание, Свят Господь 8-ми гласов
- Ор. 21. Всенощное бдение (1909): ноты
- Ор. 22. Задостойники на Господские и Богородичные праздники, знаменного распева (1909)
- Ор. 24. Литургия Преждеосвященных Даров (1909—1910)
- Op. 25. Десять причастных (1909—1910)
- Op. 27. Песнопения всенощного бдения, литургии и Постной триоди
- Ор. 28. Три хора для смешанных голосов
- Ор. 29. Три хора для смешанных голосов
- Ор. 30. Песнопения из отпевания мирян (1910)
- Ор. 31. Три хора для смешанных голосов (1910)
- Ор. 32. Три хора для смешанных голосов
- Ор. 33. Песнопения литургии и всенощного бдения
- Ор. 34. Девять хоров для женских или детских голосов и фортепиано
- Ор. 35. Три хора для смешанных голосов
- Op. 37. Песнопения всенощного бдения, литургии и Постной триоди
- Op. 38. Три песнопения литургии
- Ор. 39. Панихида № 2 (1913)
- Ор. 40. Шесть пьес для смешанных голосов (1914)
- Ор. 41. Ектении для диакона с хором (1914)
- Ор. 42. Литургия святого Иоанна Златоуста (1914): ноты
- Ор. 43. Ко Пресвятей Владычице (1915)
- Ор. 44. Всенощное бдение (1915): ноты
- Ор. 45. Во дни брани (1915)
- Ор. 46. Последование молебного пения ко Господу Богу, певаемого во время брани против супостатов, находящих на ны (1915)
- Ор. 47. Ирмосы воскресные 8-ми гласов, сокращённого знаменного и сокращённого киевского распевов (1916)
- Ор. 48. Четыре пьесы для смешанных голосов
- Ор. 49. Ко Господу Богу (1918)
- Ор. 50. Литургия, обычного напева (1918)
- Ор. 50а. Всенощная, обычного напева
- Ор. 52. Три русских песни для смешанных голосов
- Op. 53. Четыре песнопения (1926)
- Op. 54. Литургия святого Иоанна Златоуста
- Ор. 55. Пять русских песен для смешанных голосов

### Музыкальные произведения без номера опуса
- 60 переложений со смешанного на однородный хор духовно-музыкальных сочинений современных авторов (1912)
- Часы святой Пасхи (1917)
- «Потоп» («Небо и Земля») — одноактная опера (поэма) на либретто композитора по Дж. Г. Байрону (1917, первое исполнение — 1919).

### Литературное наследие
- Хор и управление им. — М.: Музгиз, 1961.